# Joshua Roy
Joshua Roy (Saint-Georges, Quebec, 6 de agosto de 2003) es un jugador profesional canadiense de hockey sobre hielo que se desempeña en la posición de extremo derecho en Montreal Canadiens, equipo de la National Hockey League (NHL).

## Carrera
Fue seleccionado en la quinta ronda en la NHL Entry Draft de 2021. En 2023 hizo su debut profesional con el equipo Montreal Canadiens, donde lleva jugando una temporada.